# Alexandre Poncet
Alexandre Poncet SM (* 1884 in Saint-Chamond, Département Loire, Frankreich; † 18. Dezember 1973 in Wallis, Wallis und Futuna) war ein französischer Marianistengeistlicher.
Poncet wurde am 4. Juli 1909 zum Priester für den Orden der Marinisten geweiht. Anschließend wirkte er 10 Jahre lang als Kaplan der französischen Gemeinde in London, dann als Seminarprofessor in Devon. Er war drei Jahre als Feldgeistlicher an der Front des Ersten Weltkrieges tätig. Ab 1925 war er drei Jahre Priester in Uvea und danach in Tongatapu sowie Niuafoʻou.
Papst Pius XI. ernannte ihn am 11. November 1935 zum Titularbischof von Basilinopolis und Apostolischen Vikar von Wallis et Futuna in Ozeanien. Joseph Félix Blanc SM, Apostolischer Vikar der Tongainseln, spendete ihm am 1. März 1936 die Bischofsweihe. Papst Johannes XXIII. nahm am 22. Dezember 1961 seinen Rücktritt an.
Poncet nahm in der ersten Sitzungsperiode des Zweiten Vatikanischen Konzils als Konzilsvater teil.
Er schrieb das Buch Histoire de l’île Wallis le Protectorat Français in dem er die Geschichte von Wallis aus autobiographischen Sicht erzählt.
Poncet wurde in der Kathedrale Notre-Dame-de-l’Assomption de Mata Utu beigesetzt.